# Biografía del cadáver de una mujer
Biografía del cadáver de una mujer es un cortometraje documental de 18 minutos de duración, dirigido y producido por Mabel Lozano, con guion de ella misma y de Fernando Marías. Fue estrenado el día 8 de marzo en el Festival de Medina del Campo en 2020 y premiado con un Goya a mejor documental. Trata sobre el asesinato de la colombiana Yamiled Giraldo, ex víctima de trata, testigo protegida, asesinada en 2009 por un sicario contratado por su proxeneta.

## Argumento
El cortometraje documental cuenta la historia de Yamiled Giraldo Quintero quien llegó a España para empezar una nueva vida y fue engañada y prostituida en un burdel contra su voluntad. Pudo denunciar a su proxeneta, quien fue encarcelado, y paso a formar parte de un programa de protección de testigos. Para vengarse de ella, desde la cárcel, su proxeneta envió a sicarios a que la asesinaran a tiros en la calle cuando estaba junto a su hijo de 13 años.
Desde el año 2000, tres mujeres prostituidas, que consiguieron la condición de testigo protegido, fueron asesinadas en España según Mabel Lozano quien asegura que el programa de testigos protegidos

"no funciona" en el caso de la trata. "Hablamos de mujeres vulnerables frente a mafias, frente a un hombre que sigue teniendo el puticlub abierto, con lo cual tiene la máquina de hacer dinero funcionando"

Y afirma que se necesita una ley que condene todos los aspectos del proxenetismo, para que nadie pueda lucrarse de la prostitución de otra persona.

## Premios y nominaciones
- Premios Goya (España). Mejor Cortometraje Documental[6]
- Festival de Huelva, Sección Nacional-Cortometrajes
- Semana de Cine Corto de Sonseca (España). Premio Valores Humanos
- FECISO – Festival de Cine Social de Castilla-La Mancha (España). Segundo Premio Documental
- Festival de Cortometrajes Diputación de Jaén: contra la Violencia de Género (España). Premio Especial del Jurado
- PICOR – Pilas en Corto (España). Mejor documental
- Skyline Benidorm Film Festival (España). Premio del Público[7]
- Semana de Cine de Medina del Campo. Valladolid (España). Certamen Nacional

#### 2021
- Premios de Cine y Series Blogos de Oro (España)[9]
- Semana de Cine Español de Coslada (España)
- Festival de Cine Corto Ciudad de Consuegra (España)
- Sanse, Cortos en Abierto (España)
- FESTIMATGE – Festival de la Imatge de Calella (España)

#### 2020
- FECICAM- Festival de Cine Español Emergente (España)[10]
- Islantilla Cinefórum – Festival Internacional de Cine Bajo la Luz de la Luna de Islantilla (España)
- Via XIV – Festival Internacional de Cortometrajes de Verín (España)
- Festival Internacional de Cinema de Cerdanya (España)
- Festival K-LIDOSCOPI (España)
- Festival Internacional de Cine Invisible Film Sozialak de Bilbao (España)
- Premios Pávez – Festival Nacional de Cortometrajes de Talavera de la Reina (España)
- Festival de Cine y Televisión Reino de León (España). Fuera de Competición
- Certamen Nacional de Creación Audiovisual de Cabra (España)
- Festival Internacional de Cine de Ponferrada (España)
- Festival de Cine de Madrid FCM-PNR (España)
- Festival Internacional de Cine de Lleida Visual Art (España)
- FICAL – Certamen Internacional de Cortometrajes ‘Almería en Corto’ (España)
- Festival de Cine y Derechos Humanos de Barcelona (España)
- Mon·doc – Muestra de Cine Documental de Montaverner (España)
- Festival de Cine Iberoamericano de Huelva (España)
- CortogeniAl – Festival de Cortometrajes de Puente Genil (España)
- Festival Internacional de Cortometrajes Cineculpable (España)
- CORTADA – Festival de Cortometraje de Vitoria-Gasteiz (España)
- FESCINAB – Festival de Cine Nacional de Berja (España)